# Kwomtari-Baibai jezici
Kwomtari-Baibai jezici (kwomtarti), bivša malena porodica papuanskih jezika s Papue Nove Gvineje. Obuhvaćala je (6) jezika podijeljenih na 3 skupine: baibai, kwomtari i pyu. 
Danas se naziva kwomtari i dio je šire porodice arai-kwomtari koju čini zajedno s jezicima left may

## Klasifikacija
A. Baibai (2): baibai, nai.
B. Kwomtari (3): fas, guriaso, kwomtari.
C. Pyu (1): pyu.
Današnja jezična skupina Kwomtari podijeljena je na četiri drugačije skupine: 
Fas (2) jezika: baibai [bbf] i fas [fqs]
Kwomtari (2) jezika: Guriaso [grx], i kwomtari [kwo]
Kwomtari jezgrovni (vlastiti) (1): nai [bio]
Pyu (1): Pyu [pby]

## Vanjske poveznice
- Ethnologue (14th)
- Tree for Kwomtari-Baibai[neaktivna poveznica]